# ويليام كونستابل
ويليام كونستابل (بالإنجليزية: William Constable)‏ هو مصمم أسترالي، ولد في 8 مارس 1906، وتوفي في 22 أغسطس 1989.

## وصلات خارجية
- ويليام كونستابل على موقع IMDb (الإنجليزية)
- ويليام كونستابل على موقع قاعدة بيانات الفيلم (الإنجليزية)